# American Society of Composers, Authors and Publishers
American Society of Composers, Authors and Publishers (ou ASCAP, em inglês: Sociedade Americana de Compositores, Autores e Editores) é uma organização de "direitos de performance" que protege o direito autoral das obras de seus membros musicais através do monitoramento de performances públicas de suas músicas, seja via broadcasting ou performance ao vivo, e compensando-os de acordo.